# Moritz Baitinger
Ernst Moritz Baitinger (* 14. September 1883 in Waiblingen; † 10. April 1954 in Herrenberg) war ein württembergischer Oberamtmann und Landrat.

## Leben und Werk
Der Sohn eines Gymnasialprofessors studierte Rechtswissenschaften unter anderem in Tübingen und legte 1906 und 1909 die höhere Justizdienstprüfung ab. 1901 trat er der Verbindung Lichtenstein bei. 1909 trat er in die württembergische Innenverwaltung ein und wurde 1916 Amtmann beim Oberamt Brackenheim. Von 1920 bis 1923 übertrug man ihm die Stelle eines zweiten höheren Verwaltungsbeamten bei der württembergischen Fleischversorgungsstelle und dann beim Landesamt für Viehverkehr. 1923 übernahm er jeweils für kurze Zeit die Geschäfte eines Amtsverwesers bei den Oberämtern Leonberg und Spaichingen. 1923 wurde er Hilfsberichterstatter im Arbeits- und Ernährungsministerium und Abteilungsleiter der Landesversorgungsstelle. 1924 übernahm er als Oberamtmann die Leitung des Oberamts Nagold. 1928 änderte sich seine Dienstbezeichnung in Landrat. 1935 wurde Ernst Baitinger zum Regierungsrat ernannt und zum Innenministerium, später zum Oberversicherungsamt Stuttgart und zur Bezirksverwaltung versetzt. 